# ليندساي ويسدوم هيلتون
ليندساي ويسدوم هيلتون (بالإنجليزية: Lindsay Wisdom-Hylton)‏ مواليد 26 مايو 1986، هي لاعبة كرة سلة أمريكية معتزلة أصبحت مدربة مساعدة. بدأت مسيرتها الاحترافية في سنة 2009. تم اختيارها من قبل فريق لوس أنجلوس سباركس خلال الدرافت. اعتزلت اللعب في 2012.

## المسيرة الاحترافية
لعبت مع لوس أنجلوس سباركس في موسم 2009–2010، ثم لعبت مع شيكاغو سكاي في سنة 2011، ثم لعبت مع واشنطن ميستيكس في سنة 2012.

## روابط خارجية
- ليندساي ويسدوم هيلتون على موقع الاتحاد الدولي لكرة السلة (الإنجليزية)
- ليندساي ويسدوم هيلتون على موقع الاتحاد الوطني لكرة السلة النسائية (الإنجليزية)
- ليندساي ويسدوم هيلتون على موقع كرة السلة الأوروبية.كوم (الإنجليزية)
- ليندساي ويسدوم هيلتون على موقع كلية كرة السلة في سبورتس رفرنس.كوم (الإنجليزية)
- ليندساي ويسدوم هيلتون على موقع بروبوليرز (الإنجليزية)
- ليندساي ويسدوم هيلتون على موقع سبورتس رفرنس (الإنجليزية)